# Luigi Luciano Bonaparte
Luigi Luciano Bonaparte (Thorngrove, 4 gennaio 1813 – Fano, 9 novembre 1891) è stato un linguista e mineralogista francese naturalizzato italiano.
Dedicò gran parte della sua vita allo studio della lingua basca e delle sue varietà.

## Biografia

### La nascita nel Worcestershire e studi in Italia
Luigi Luciano Bonaparte era figlio di Luciano Bonaparte, fratello di Napoleone I Bonaparte, e della di lui seconda moglie Alexandrine de Bleschamp. 
Nacque durante il periodo di "cattività" inglese del padre
Dopo il primo anno di vita di Luigi Luciano, la famiglia si ritrasferì in Italia, a Canino (provincia di Viterbo).
Egli crebbe quindi in Italia. Studiò ad Urbino presso il collegio dei gesuiti e quindi si dedicò allo studio della mineralogia e della chimica. Nel 1832 sposò la figlia di uno scultore fiorentino, Maria Cecchi (1812 – 1891), ma il matrimonio non fu felice ed i due si lasciarono nel 1850.
Egli partecipò alla prima 'Riunione degli Scienziati Italiani' a Pisa e la sua prima opera, tutta su temi scientifici, fu pubblicata in Italia. Il suo primo lavoro sui linguaggi d'Europa, il Specimen lexici comparativi, fu anch'esso pubblicato in Italia, a Firenze nel 1847. Questo cambiamento di interessi non è naturale ma Luigi Luciano Bonaparte non fu certo l'unico studente che, alla sua età e dopo aver seguito una determinata disciplina scolastica, si interessò ai problemi delle lingue moderne. In effetti, lo studio delle lingue moderne, a differenza di quello delle antiche, era molto poco diffuso nelle università degli studi nella metà del XIX secolo.

### L'attività politica
Dopo la caduta di Luigi Filippo nel 1848, Luigi Luciano percorse una breve carriera nella Seconda Repubblica francese. Eletto rappresentante della Corsica nella Assemblea Costituente, vide annullata la sua elezione, ma nel 1849 fu eletto membro della Assemblea Legislativa per il dipartimento della Senna.
Dopo la proclamazione del Secondo Impero francese, fu nominato senatore. Il cugino Napoleone III lo autorizzò ad usare il titolo di principe e quello di Altezza. La sua attività nella cosa pubblica fu tuttavia molto limitata.

### La vita a Londra
Luigi Luciano si trasferì a Londra all'inizio degli anni '50, stabilendosi al 6-8 di Norfolk Terrace, che divenne la sua residenza principale per il resto della sua vita.
Stabilitosi a Londra, vi pose radici sociali e professionali. Egli contava fra i suoi amici persino William Ewart Gladstone e frequentò pure la regina regnante Vittoria, con la quale pranzò presso il Castello di Windsor in parecchie occasioni. Tuttavia la maggior parte delle persone frequentate da Luigi Luciano condividevano il suo interesse per le lingue. Egli fu membro di numerose società culturali, compresa la Società Filologica, contribuendo anche alle loro pubblicazioni. Fu eletto membro dell'Athenaeum Club di Londra nel 1866. Egli mantenne corrispondenza e collaborò con il fonologo Alexander John Ellis e con il lessicografo James Murray, editore dell'Oxford English Dictionary. Egli mantenne inoltre contatti continui con molti traduttori della Bibbia, i lavori di molti dei quali furono stampati a sue spese. Ricevette nel 1854 la laurea honoris causa dall'Università di Oxford e nel 1883 gli fu riconosciuta una pensione per i suoi studi sui dialetti inglesi.
Nel 1891, subito dopo la morte della sua prima moglie Maria Anna Cecchi (†17 marzo), sposò la convivente Marie Clémence Richard, vedova Grandmontagne, dalla quale trentacinque anni prima aveva avuto un figlio, Luigi Clodoveo. Tuttavia, il 9 novembre dello stesso anno, Luigi Luciano moriva in Italia, a Fano. La sua salma fu traslata in Inghilterra ed inumata nel Cimitero Cattolico di St. Mary's a Kensal Green, nel nord-ovest di Londra.

## L'opera linguistica del Bonaparte
I lavori compiuti da Luigi Luciano Bonaparte nel campo della linguistica si possono classificare in due categorie: la prima, che riguarda le opere sue proprie, che comprendono studi nella filologia comparative e nella dialettologia, e la seconda che riguarda opere di altri autori da lui fatte stampare a sue spese, fra le quali numerose versioni della Bibbia in differenti lingue e/o dialetti.
Particolarmente importanti sono le traduzioni del Vangelo di San Matteo in vari dialetti italiani, che Bonaparte commissionò ad altrettanti traduttori scelti accuratamente, poiché dovevano essere perfettamente dialettofoni e allo stesso tempo avere un livello culturale abbastanza elevato da poter analizzare la struttura fonetica e grammaticale del proprio dialetto, adottando una grafia adeguata. Il testo fu tradotto nei seguenti dialetti: bergamasco, bolognese, calabrese cosentino, còrso, friulano, genovese, milanese, napoletano, piemontese, romagnolo faentino, romanesco, sardo cagliaritano, sardo logudorese, gallurese, sassarese, siciliano, veneziano.
Queste traduzioni gli furono di aiuto anche per le sue stesse ricerche filologiche e furono utili alla conservazione di lingue rare o in via di estinzione. Egli stesso parlava correntemente, oltre al francese, l'italiano, lo spagnolo, l'inglese ed il basco. Come molti altri linguisti del periodo, egli aveva anche una conoscenza libresca di molte altre lingue. Questa ampia tendenza comparativistica è evidente nella sua opera Specimen lexici comparativi e negli ultimi articoli di giornale da lui scritti e dedicati ai nomi dei rettili ed a quelli dei vini. Il maggior interesse di Luigi Luciano tuttavia era rivolto alla lingua basca ed ai dialetti regionali italiani ed inglesi, che egli sottopose ad un intenso studio linguistico.
Gli studi di Luigi Luciano sui dialetti trassero fonte sia dalle letture in merito che dal lavoro svolto sul campo, attraverso interviste che egli stesso fece a parlanti locali.
Per le sue opere in merito si avvaleva di collaboratori che venivano da lui espressamente istruiti a registrare solo le forme espressive contemporanee, non gli arcaismi utilizzati in quanto tali, e quelle che erano originali del luogo. Le traduzioni pubblicate erano non solo testimonianze dialettali di un momento specifico, ma anche esempi di una forma letteraria standard, come nel caso del basco.
Il manoscritto inedito dal titolo Les temps basques anciens et modernes elenca forme verbali che si ritrovano negli scritti di Joanes Leizarraga. L'edizione in undici dialetti della Canzone dei Tre Bambini comprende espressioni scritte del linguaggio parlato.

## Bonaparte ed il basco
Ciò che diede a Luigi Luciano la fama più duratura furono in effetti i suoi lavori sulla lingua basca. Questa lingua è al di fuori del novero delle lingue indoeuropee, e non può essere messa in accettabile relazione con altre lingue, vive o morte che siano. Le sue origini sono avvolte nel mistero, così come lo sono quelle del popolo basco, i cui attuali componenti vivono sui due versanti, quello spagnolo e quello francese, della parte occidentale della catena dei Pirenei.
Le opere più significative di Bonaparte in materia sono le mappe Carte des sept provinces basques ("Carta provinciale dei baschi") e Le Verbe basque en tableaux, entrambe pubblicate nel 1869. Piuttosto che concentrarsi sulle relazioni fra la lingua basca e le altre lingue o le sue origini, egli pose la sua attenzione sulle differenze più significative fra i dialetti più diffusi nell'ambito del linguaggio basco. Egli intraprese un lavoro sul campo con cinque visite alle zone di lingua basca sia francesi che spagnole nel corso del periodo intercorrente fra gli anni 1856 e 1869. Le sue scoperte si basarono sulle forme di espressione dei parlanti locali che egli apprese direttamente dalle loro labbra. La sua mappatura degli otto principali dialetti, con il loro sub-dialetti, ha retto alla prova dei tempi e non è stata sostanzialmente modificata. Le tavole de Le Verbe basque costituiscono uno degli aspetti principali del substrato teorico della mappa e costituiscono un elemento di riferimento formidabile.
I motivi dell'attrattiva che i baschi costituirono per Luigi Luciano non è nota. Degno di nota è che nel suo Specimen lexici comparativi il basco occupa una posizione preminente in cima all'elenco dei cinquantadue linguaggi europei. Evidente è insomma l'influenza di Luigi Luciano sugli studi del basco. Il suo entusiasmo ed i suoi sforzi personali servirono a focalizzare il lavoro di altri studiosi e la sua ispirazione contribuì notevolmente ai risultati ottenuti dai suoi più validi collaboratori quali Duvoisin, Uriarte ed Echenique.
Gli studi di Bonaparte sui dialetti inglesi non furono condotti nella stessa misura delle ricerche effettuate sui linguaggi baschi, sebbene il metodo usato fosse del tutto simile. Così i testi in dialetto inglese, la cui stampa fu da lui stesso finanziata, non furono così importanti per lo studio dei linguaggi inglesi come lo furono quelli sui dialetti baschi rispetto alla lingua basca.

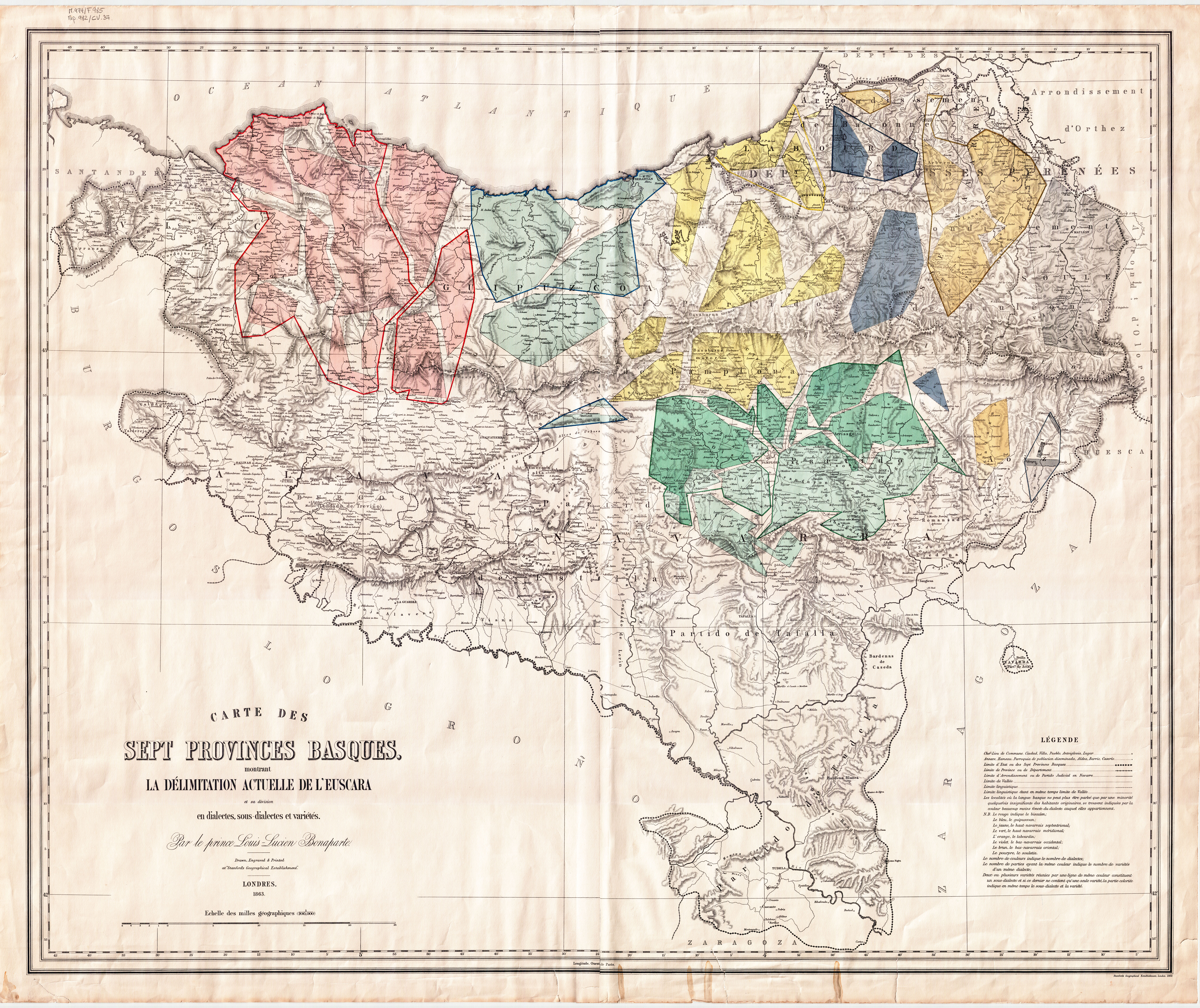
Carte des sept Provinces Basques
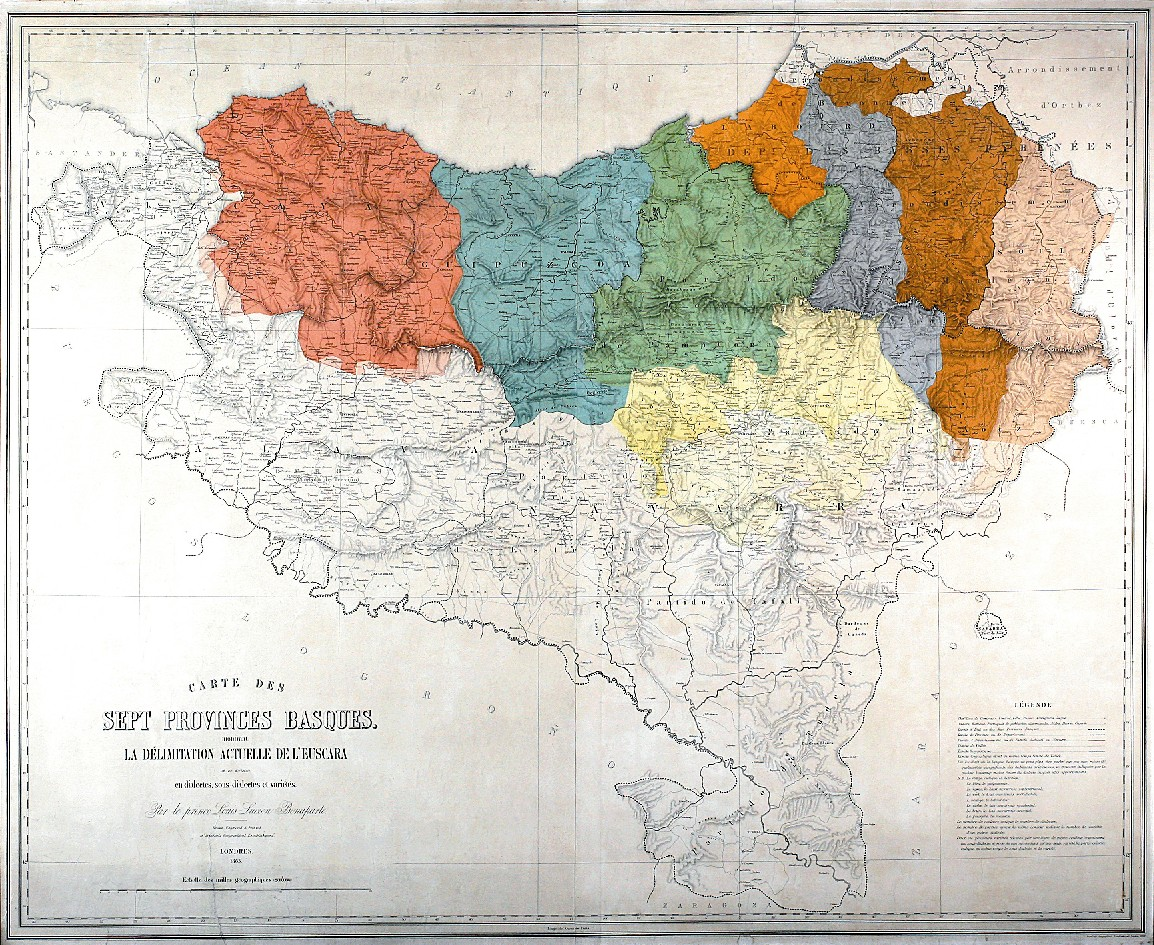
Carte des sept Provinces Basques

## L'attività editoriale
L'insieme delle attività editoriali di Luigi Luciano fu via via condizionato dai cambiamenti della sua situazione finanziaria. Ricevendo 130.000 franchi annui nel corso del Secondo Impero francese, gli fu possibile impiantare una stamperia nella sua casa di Bayswater a Londra per rendere più facile la stampa delle sue opere e quella degli autori a lui collegati. Due provetti tipografi furono da lui utilizzati per la stampa delle Bibbie: W.H. ed E. Billing, membri di altrettante famiglie di tradizione tipografica consolidata. Dopo il 1858 egli utilizzò tipografi esterni, precisamente George Barclay, di Leicester Square cui succedette Strangeways & Walden. Con la caduta del Secondo Impero nel 1870 Luigi Luciano si trovò privo della sua fonte più importante di sostentamento e visse per un certo periodo in ristrettezze economiche.
Nel 1883 la sua posizione economica migliorò notevolmente grazie alla pensione accordatagli ed inoltre ricevette un discreto patrimonio ereditario da un nipote che egli stesso non conosceva, il che gli permise di vivere un breve periodo di agiatezza.
Luigi Luciano ebbe sempre molta cura nella stampa delle sue opera, anche nella scelta della carta utilizzata, sempre di prima qualità. Infatti le copie dei suoi libri presenti nella British Library presentano un ottimo stato di conservazione, specialmente se confrontato con quello di altri libri dell'epoca. Bonaparte inoltre applicò le sue conoscenze di chimica anche all'impiego degli inchiostri usati per la stampa dei suoi libri.

## Matrimonio e discendenza
Nel 1832 Luigi Luciano sposò Maria Cecchi (1812 – 1891), figlia di uno scultore fiorentino, ma il matrimonio non fu felice ed i due si lasciarono nel 1850. Egli chiese a Ludovico I di Baviera la mano della figlia Alessandra, ma il re rifiutò a causa del divorzio, adducendo come scusa la salute cagionevole della principessa. Successivamente conobbe Marie Clémence Richard (1830 – 1915), con la quale visse presumibilmente dal 1857, e che sposò qualche mese dopo la morte della prima moglie.
Da Marie Clémence Luigi Luciano ebbe un solo figlio:
- Luigi Clodoveo (1859 – 1894), che non lasciò eredi

## Ascendenza
|                            |   |                            | Genitori |  |  | Nonni |  |  | Bisnonni                  |  |  | Trisnonni                    |  |
|                            |   |                            |          |  |  |       |  |  | Giuseppe Maria Buonaparte |  |  | Sebastiano Nicola Buonaparte |  |
|                            |   |                            |          |  |  |       |  |  | Giuseppe Maria Buonaparte |  |  | Sebastiano Nicola Buonaparte |  |
|                            |   | Angela Maria Tusoli        |          |  |  |       |  |  | Giuseppe Maria Buonaparte |  |  |                              |  |
| Carlo Maria Buonaparte     |   |                            |          |  |  |       |  |  | Giuseppe Maria Buonaparte |  |  |                              |  |
|                            |   | Maria Saveria Paravicini   | …        |  |  |       |  |  |                           |  |  |                              |  |
|                            |   | Maria Saveria Paravicini   | …        |  |  |       |  |  |                           |  |  |                              |  |
|                            |   | Maria Saveria Paravicini   | …        |  |  |       |  |  |                           |  |  |                              |  |
| Luciano Bonaparte          |   | Maria Saveria Paravicini   |          |  |  |       |  |  |                           |  |  |                              |  |
|                            |   | Giovanni Gerolamo Ramolino | …        |  |  |       |  |  |                           |  |  |                              |  |
|                            |   | Giovanni Gerolamo Ramolino | …        |  |  |       |  |  |                           |  |  |                              |  |
|                            |   | Giovanni Gerolamo Ramolino | …        |  |  |       |  |  |                           |  |  |                              |  |
| Maria Letizia Ramolino     |   | Giovanni Gerolamo Ramolino |          |  |  |       |  |  |                           |  |  |                              |  |
|                            |   | Angela Maria Pietrasanta   | …        |  |  |       |  |  |                           |  |  |                              |  |
|                            |   | Angela Maria Pietrasanta   | …        |  |  |       |  |  |                           |  |  |                              |  |
|                            |   | Angela Maria Pietrasanta   | …        |  |  |       |  |  |                           |  |  |                              |  |
| Luigi Luciano Bonaparte    |   | Angela Maria Pietrasanta   |          |  |  |       |  |  |                           |  |  |                              |  |
|                            | … | …                          |          |  |  |       |  |  |                           |  |  |                              |  |
|                            | … | …                          |          |  |  |       |  |  |                           |  |  |                              |  |
|                            | … | …                          |          |  |  |       |  |  |                           |  |  |                              |  |
| Charles Jacob de Bleschamp | … |                            |          |  |  |       |  |  |                           |  |  |                              |  |
|                            |   | …                          | …        |  |  |       |  |  |                           |  |  |                              |  |
|                            |   | …                          | …        |  |  |       |  |  |                           |  |  |                              |  |
|                            |   | …                          | …        |  |  |       |  |  |                           |  |  |                              |  |
| Alexandrine de Bleschamp   |   | …                          |          |  |  |       |  |  |                           |  |  |                              |  |
|                            |   | …                          | …        |  |  |       |  |  |                           |  |  |                              |  |
|                            |   | …                          | …        |  |  |       |  |  |                           |  |  |                              |  |
|                            |   | …                          | …        |  |  |       |  |  |                           |  |  |                              |  |
| Philiberte Bouvet          |   | …                          |          |  |  |       |  |  |                           |  |  |                              |  |
|                            |   | …                          | …        |  |  |       |  |  |                           |  |  |                              |  |
|                            |   | …                          | …        |  |  |       |  |  |                           |  |  |                              |  |
|                            |   | …                          | …        |  |  |       |  |  |                           |  |  |                              |  |
|                            |   | …                          |          |  |  |       |  |  |                           |  |  |                              |  |